# Phryssonotus hystrix
Phryssonotus hystrix är en mångfotingart som först beskrevs av Menge 1854.  Phryssonotus hystrix ingår i släktet Phryssonotus och familjen Synxenidae. Inga underarter finns listade i Catalogue of Life.